# Josef Buřič
Josef Buřič (16. července 1934, České Budějovice – 12. listopadu 2009) byl československý hokejový útočník.  

## Hokejová kariéra
Reprezentoval Československo 27. listopadu 1955 v utkání s Německem. Na klubové úrovni hrál za Slavoj České Budějovice (1953-1954) a (1956-1966) a během vojny za ÚDA Praha (1954-1956). V lize dal za České Budějovice za 12 sezón 138 gólů.